# Saibai Bhonsale
Saibai Bhonsale, née le 29 octobre 1633 à Phaltan et décédée le 5 septembre 1659 sur le Fort de Rajgad à Pune, est la femme consort du Chhatrapati Shivaji, fondateur de l'Empire marathe. Elle est la mère du Chhatrapati Sambhaji, successeur de son époux.

## Biographie

### Famille
Saibai est membre de la famille Nimbalkar, dont les membres sont les chefs de Phaltan lors de la dynastie Pawar et servent les Sultanats du Deccan ainsi que l'Empire moghol. Elle est la fille du quinzième raja de Phaltan Mudhojirao Naik Nimbalkar, ainsi qu'une sœur du sixième raja Bajaji Rao Naik Nimbalkar. La mère de Saibai, Reubai, faisait partie de la famille Shirke.

### Mariage
Saibai et Shivaji se marièrent le 16 mai 1640 au Palais Rouge de Pune,. Son mariage fût arrangé par la mère de Shivaji, Jijabai. Or, ni son père, Shahaji, ni ses frères, Sambhaji et Vyankoji, n'assistèrent à la cérémonie. Ainsi, Shahaji convoqua sa nouvelle belle-fille ainsi que son fils et sa mère, Jijabai, à Bangalore où il vécut avec sa deuxième épouse, Tukabai. Shahaji tint une grande cérémonie de mariage à Bangalore.
Shivaji et Saibai entretenèrent une relation intime entre eux. On raconte à son propos qu'elle fût sage et loyale à l'égard de son mari. Selon de nombreux témoignages et récits, Saibai était belle, aimable, et affectueuse. Elle est décrite comme ayant été "gentille et altruiste".
Toutes ses qualités personnelles attachantes, cependant, contrastèrent nettement avec la seconde épouse de Shivaji, Soyarabai, qui était intrigante,. Elle eut une grande influence sur son mari ainsi que la famille royale. Saibai se présenta comme avocate de Shivaji lorsqu'il fût invité par le roi de Bijapur, Mohammed Adil Shah, dans le cadre d'une entrevue personnelle. De son vivant, le foyer de Shivaji porta une atmosphère homogène malgré le fait que la plupart de ses mariages furent menés à bien en raison de considérations politiques.
Après la mort précoce de Saibai en 1659, suivie par la mort de Jijabai en 1674, la vie privée de Shivaji s'obscurcit d'anxiété et de malheur. Bien que la notoriété de Soyarabai grandissait au sein de la famille royale suite à leurs décès, elle n'était pas aussi aimable que Saibai, que Shivaji avait aimé de tout son cœur.
Saibai demeura la favorite de Shivaji jusqu'à sa mort. Elle lui fût une grande source d'inspiration, la légende raconte que la dernière parole que Shivaji ait prononcé sur son lit de mort est "Sai".

### Enfants
Pendant leur dix-neuf ans de mariage, Saibai et Shivaji eurent quatre enfants : Sakavarbai (surnommée Sakhubai), Ranubai, Ambikabai, et Sambhaji. Sakhubai se maria à son cousin Mahadji, le fils du frère de Saibai, Bajaji Rao Naik Nimbalkar. Ranubai se maria au sein de la famille Jadhav. Ambikabai s'unissa à Harji Raje Mahadik en 1668. Le quatrième enfant de Saibai fût son unique fils, Sambhaji, naît en 1657, fils aîné de Shivaji et par conséquent, son héritier apparent. La naissance de Sambhaji occasionna une grande joie et suscita un certain intérêt au sein de la famille royale, pour de nombreuses raisons,.

## Décès
Saibai meurt en 1659 sur le Fort de Rajgad lorsque Shivaji préparait sa rencontre avec le général Afzal Khan à Pratapgad. Elle devint souffrante le jour où elle donna naissance à Sambhaji et son état ne cessait de se dégrader jusqu'à sa mort. Sambhaji fût pris en charge par Dhaarau. L'enfant était âgé de deux ans lorsque sa mère mourut et fût élevé par sa grand-mère paternelle, Jijabai. Le samadhi de Saibai est située sur le Fort de Rajgad.

## Dans la culture populaire

### Films
- 1974 : Saibai est interprétée par l'actrice indienne Smita Patil dans le film Raja Shiv Chhatrapati.